# Thera fedtschenkoi
Thera fedtschenkoi là một loài bướm đêm trong họ Geometridae.